# 棚田嘉十郎
棚田 嘉十郎（たなだ かじゅうろう、1860年5月21日（万延元年4月5日） - 1921年（大正10年）8月16日）は、日本の植木職人。文化財保護運動家。明治時代から大正時代にかけて奈良県・平城宮の保存活動を行った。

## 生涯
1860年5月21日（万延元年4月5日）誕生。植木職人として奈良公園などの植栽を手がけていた。
江戸時代に幕府の役人北浦定政の調査で研究が始まった平城宮は、1897年に奈良県技官で東京大学名誉教授の関野貞・同じく奈良県技官の塚本慶爾らによって発見された。しばしば観光客に平城宮跡の場所を尋ねられたが、棚田は場所を知らず答えることができなかった。これを奈良の人間として恥ずかしいと思った棚田は、平城宮跡の保存と顕彰に一生をかけることを決意した。
1896年、知人に連れられて大極殿跡を訪れた棚田は、放牧地となり堆肥が山積みになっている有様を見て、次のように言って涙を流したという。
| 「                                              | 実に見る影もなき有様。之れを皇居の址と云はれ様か。 | 」 |
| —棚田嘉十郎（「大極殿址保存に関する略歴」より） |                                                    |    |

これ以降、棚田は憑かれたように保存運動へのめり込んでいった。平城宮の啓発のために宮跡の図面を観光客らに配り、宮跡で掘り出された瓦を高名な人らに贈るなどした。また、1906年には自ら発起人となり「平城宮阯保存会」を組織したほか、1912年3月には当時の国鉄奈良駅前に大極殿跡への道標を建立した。。また、棚田は度々上京して政財界の要人らに陳情を繰り返した。このロビー活動には当時にして2000円（現在では4000万円）以上の私財を投じており、活動資金のために自宅を売却し、奈良市初の温泉宿を開業して売り上げを充てたが、暮らしは窮乏を極めた。
平城遷都1200年にあたる1910年、宮内省から奈良県に宮跡記念碑建立のための下賜金が下され、これを受けて棚田は「平城宮阯建設地鎮祭」を開催した。また、実現はならなかったが大内裏に「平城神宮」を造営する計画を立案し、華族や高官らの支援も得て遷都1200年祭の実施に寄与した。翌1911年には貴族院議員徳川頼倫の南葵文庫内に「大極殿阯保存会」を設立
この後、溝辺文四郎、山下鹿蔵らと共に資金を集め、生駒郡都跡村字佐紀の平城宮跡地10町歩を買収しての保存顕彰を計画したが、奈良県当局と意見が衝突し頓挫した。この際、ある新興教団から教団が土地を買上げ保存会に寄贈するという案を持ちかけられ棚田も承諾したが、のちに土地が教団指導者の個人所有となり教団が直接保存された。
1921年8月16日、人間関係のトラブルにより自決。喉を突いたとも割腹したともいわれる。享年62。

## 棚田の死後
棚田の死後、溝辺・山下らによって運動は続けられ、平城宮跡地は国に献上され、1922年に内務省によって第二次大極殿・朝堂院が史跡に指定された。この後、平城宮の保存運動は、1962年に起こる近畿日本鉄道の車庫建設への反発運動まで下火となる。
1936年11月10日、文部省で催された史跡名勝天然物記念保存協会25周年記念式典の席上において、棚田・溝辺の両名は「当局相手の抗争を繰り広げた保存事業功労者」として当時の文部大臣平生釟三郎に表彰された。
2001年、大内裏復活計画の見積書や賛同署名、自決に使用した短刀などの棚田の遺品が遺族から奈良文化財研究所に寄贈された。また、棚田の遺族は例年行われる興福寺の僧侶などが天皇陵を巡る行事に参列している。
朱雀門近くには棚田の銅像が、宮跡を見守るようにして立っている。

## 関連書籍
- 『小説・棚田嘉十郎―平城宮跡保存の先覚者』中田善明 1988年5月 京都書院